# Janiodes contrasta
Janiodes contrasta är en fjärilsart som beskrevs av Embrik Strand 1912. Janiodes contrasta ingår i släktet Janiodes och familjen påfågelsspinnare. Inga underarter finns listade i Catalogue of Life.